# Сан Фортунато (Падова)
Сан Фортунато је насеље у Италији у округу Падова, региону Венето.
Према процени из 2011. у насељу је живело 37 становника. Насеље се налази на надморској висини од -1 м.